# 上山市立山元中学校
上山市立山元中学校（かみのやましりつ やまもとちゅうがっこう）は、山形県上山市にあった公立中学校。

## 概要
上山市郊外の山あいに位置し、「山びこ学校」の愛称で親しまれた。豪雪地帯にあるため、1978年には体育館の屋根の鉄骨が曲がり、倒壊の危険性が指摘された出来事もあった。
2008年度の生徒数は3年生の3人のみであった。2009年3月15日にこの生徒らの卒業式を以て、生徒数の減少から閉校した。同3月22日には、中学校において約300人が出席し、閉校式・お別れの会が催され、OBらが挨拶に立ち名残を惜しんだ。
2012年春、旧校舎は山元地区公民館兼診療所として衣替えし、市役所の山元支所なども併設されている。また、2階には資料室も設置されているが、資料散逸のため、往時の山元中学校を偲ぶ展示物は僅少である。

## 学区
- 上山市立山元小学校の学区。

## 沿革
市報に基づく。
- 1947年（昭和22年） - 山元村立山元中学校を創設。
- 1950年（昭和25年） - 中学校校舎落成。
- 1951年（昭和26年） - 無着成恭のクラス、中学校2年生の文集「きかんしゃ」が『山びこ学校』として発刊される。同年7月11日、天野貞祐文部大臣が視察に来校。
- 1952年（昭和27年）5月1日 - 『山びこ学校』が映画化し公開される
- 1954年（昭和29年） - 体育館落成
- 1957年（昭和32年） - 町村合併により上山市立山元中学校に改称
- 1958年（昭和33年） - 校歌、帽章を制定
- 1969年（昭和44年） - 図書館が新設。共同調理場も完成し、完全給食となる。
- 1972年（昭和47年） - プールが完成
- 1982年（昭和57年） - 小白府分校が休校
- 1985年（昭和61年） - 新グラウンドが完成
- 2001年（平成13年） - 特認校に指定
- 2005年（平成17年） - 山元小学校が休校

## 周辺
- 国道348号